# Pico del gas
Pico del gas es el momento en el que se alcanza la máxima tasa global de producción de gas natural, tras lo cual la tasa de producción entra en su fase terminal. El gas natural es un combustible fósil formado a partir de materia vegetal a lo largo de millones de años. Se trata de un recurso finito y por ello se considera una energía no renovable. 
El concepto de pico de gas se desprende de la teoría del pico de Hubbert, planteada por M. King Hubbert, que es más comúnmente asociada con el pico del petróleo. Hubbert dijo que el gas, el carbón y el petróleo como recursos naturales, alcanzaría cada uno su punto máximo de producción y luego se agotaría, en una región, un país y finalmente el mundo. Desde las predicciones iniciales de Hubbert en 1956, "la correcta aplicación de técnicas estadísticas cada vez más poderosas han reducido gran parte de la incertidumbre sobre el abastecimiento de petróleo y gas natural" y muestra el uso de Hubbert de un modelo de disminución exponencial estadísticamente adecuado para explicar los datos del mundo.

## La demanda de gas

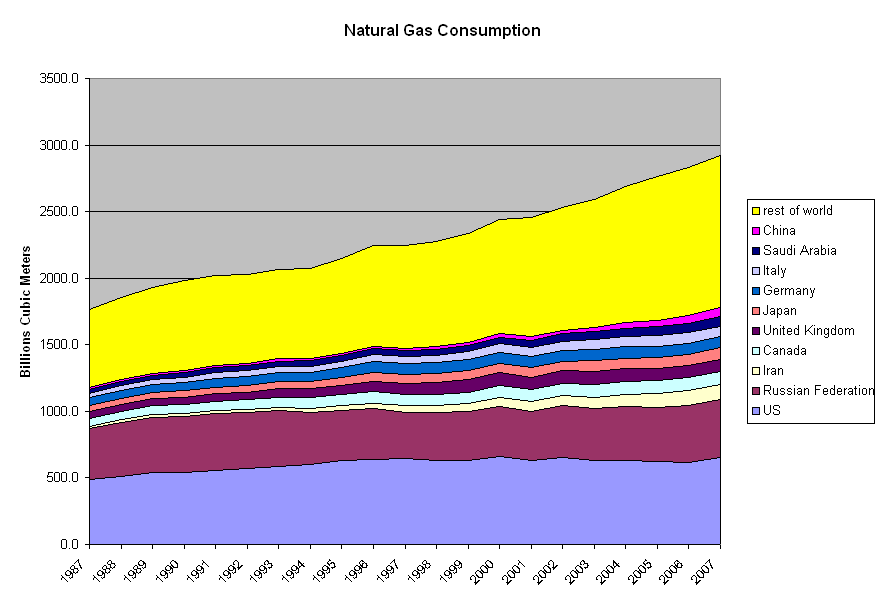
El consumo de gas natural.

El mundo obtiene casi una cuarta parte de su energía del gas natural. El consumo de gas natural casi se ha duplicado en los últimos 30 años. Las agencias de energía más importantes del mundo pronostican aumentos en la demanda de gas natural en los próximos 20 años. Se espera que los mayores incrementos en la demanda de gas futuras procedan de países en desarrollo.

## Abastecimiento de gas

### Nuevos descubrimientos de gas
Según David L. Goodstein, el índice mundial de los descubrimientos alcanzó su punto máximo alrededor de 1960 y ha ido disminuyendo desde entonces. El vicepresidente de Exxon Mobil, Harry J. Longwell ubica el pico de los descubrimientos de gas globales en torno a 1970 y ha observado una fuerte disminución de las tasas de descubrimiento de gas natural desde entonces. La tasa de descubrimiento ha caído por debajo de la tasa de consumo en 1980. La brecha se ha ampliado desde entonces. La disminución de los índices de descubrimiento de gas hacen pensar que en el futuro las tasas de producción declinará porque la producción de gas sólo puede seguir el comportamiento de los descubrimientos de gas.
El Dr. Anthony Hayward, director ejecutivo de BP, declaró en octubre de 2009 que las reservas probadas de gas natural en todo el mundo han aumentado a 1,2 billones de barriles equivalentes de petróleo, lo suficiente para el suministro de 60 años si el consumo no crece, y que las reservas de gas están en tendencia alcista.

## Pico del gas por país

### Italia

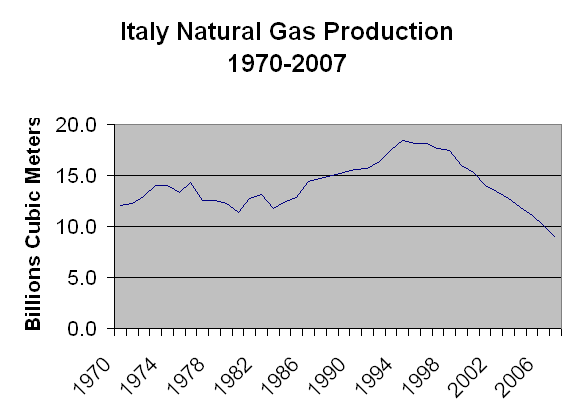
Producción de gas en Italia entre 1970 y 2007.

Italia es el tercer consumidor de gas de Europa, solo por detrás de Alemania y el Reino Unido. El consumo de gas está creciendo a un ritmo constante, y el consumo de gas en 2001 fue 50% mayor que en 1990.
La mayor empresa de petróleo y gas de Italia es Eni. Anteriormente de propiedad estatal, fue privatizada durante la década de 1990, pero el gobierno aún conserva alrededor de un tercio de las acciones. Las reservas de gas natural en Italia a principios de 2007 eran de 164 millones de m³. La producción de gas natural en 2005 fue de 11.5 millones de m³, mientras que el consumo fue de 82.6 millones de m³. La diferencia fue importada. Las principales fuentes de gas importado son Argelia, Rusia y los Países Bajos. Entre los países europeos, Italia es el cuarto mayor consumidor de petróleo después de Alemania, el Reino Unido y Francia.

### Holanda
El gobierno holandés ha afirmado que el pico del gas se ha producido en el período 2007-2008 y que el país se convertirá en un importador neto de gas natural en 2025.

### Rumania

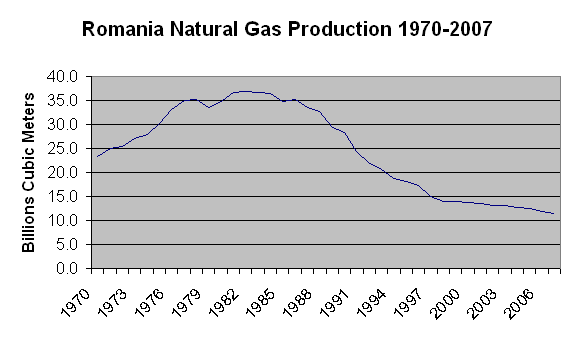
Producción de gas en Rumania entre 1970 y 2007.

El gas natural de Rumanía fue descubierto en 1909 en el área de Sărmăşel. En 1917, Turda se convirtió en la primera ciudad europea iluminada con gas natural. La producción máxima de 29,8 millones de metros cúbicos se logró en 1976. Today, gas provides about 40% of the country's energy needs.

### Rusia
La firma Gazprom, que controla el monopolio de la producción estatal de gas de Rusia, posee el 25% de las reservas mundiales de gas. Gazprom produce la mayor parte del gas de Rusia y exporta más del 25% de las necesidades de gas de Europa Occidental. Según el CEO de Gazprom, Alexéi Miller, desde el 4 de julio de 2008 la producción de gas de Rusia ya no está creciendo, pero se mantendrá constante en los años 2007 y 2009. Pero la producción se estancó desde 2006. Ese año el gas producido fue de 556 BCM/año y disminuyó en 2007 a 548,5 BCM/año, o 1.3% menos que en 2006.

### Reino Unido

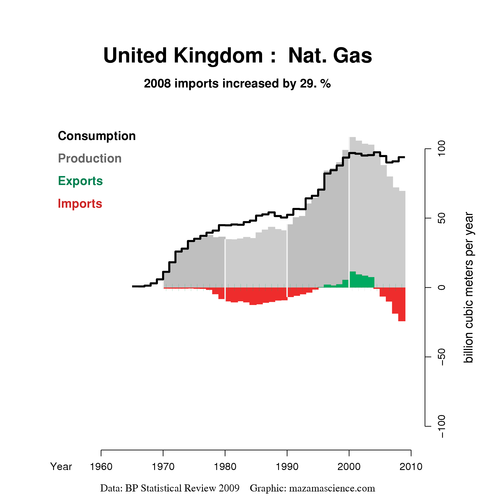
Producción de gas, consumo y exportaciones del Reino Unido, 1965-2008.

Reino Unido obtiene el gas natural, casi en su totalidad desde el Mar del Norte. El campo de gas del Mar del Norte alcanzó su punto máximo en 2000 y ha disminuido rápidamente desde entonces. La producción en 2004 fue 12% por debajo del máximo.

### Estados Unidos

#### Hubbert, 1956

Producción de gas de Estados Unidos, 1936-2007.

En 1956, Hubbert utilizó una recuperación final estimada (EUR) de 850 billones de pies cúbicos (una cantidad postulada por el geólogo Wallace Pratt) para predecir que el pico de producción de EE. UU. de cerca de 14 billones de pies cúbicos por año ocurriría "aproximadamente en 1970". Pratt, en su estimación EUR(p. 96), explícitamente incluía lo que llamaba la "tasa de descubrimiento fenomenal" que la industria había experimentado en la costa del Golfo de México.
La producción de gas de EE. UU. alcanzó un pico en 1973 en alrededor de 24 100 mil millones de pies cúbicos, y declinó en 1976. Pero a pesar de que los nuevos descubrimientos en el mar del Golfo de México eran mayores de lo previsto, y el desarrollo de "reservas no convencionales", la estimación EUR de Pratt demostró ser demasiado baja porque la producción de gas de EE. UU. volvió a aumentar.

#### Hubbert, 1971
Cuando el gas tuvo un pico en 1971, Hubbert revisó su estimación del pico del gas sobre la base de información actualizada de las reservas. Revisó su recuperación final estimada al alza de 1.075 billones de pies cúbicos de 48 estados solamente, y predijo: "Para el gas natural, el pico de producción probablemente se alcanzará entre 1975 y 1980". La producción de gas de los 48 estados alcanzaron su pico en 1979, y declinó durante varios años, pero volvió a subir, y una vez más la suposición EUR de Hubbert de 1.075 TCF demostró ser algo baja, pues la producción real de los 48 estados a partir de 1936 hasta el 2007 superó los 1122 TVC, que es un 4% superior a la estimación de 1075.

#### Predicciones recientes de pico para EE.UU.
Doug Reynolds predijo en 2005 que el pico de gas de América del Norte se produciría en 2007. La previsión fue revisada en 2009 para incluir el sur de Canadá, y la combinación llevó a esperar el pico para 2013.
Aunque Hubbert había reconocido múltiples picos en la producción de petróleo en Illinois, utilizó modelos de un solo pico de producción de petróleo y gas en los EE. UU. en su conjunto. En 2008, Tad Patzek de la Universidad de California rechazó el modelo de un solo pico, y mostró los picos múltiples de la producción anterior de gas de EE. UU. como la suma de cinco diferentes curvas de Hubbert. Concluyó que la nueva tecnología había más que duplicado las reservas de gas. En su trabajo aparece un pico probable en 2008. Sin embargo, se abstuvo de predecir una fecha después de la cual la producción de gas comenzará su fase terminal, pero señaló: "El futuro real de la producción de gas natural de EE.UU. será la suma de los conocidos ciclos de Hubbert, que se muestran en este trabajo, y los futuros ciclos de Hubbert". Y advirtió: "El esfuerzo de perforación actual en los EE. UU. no puede sostenerse sin grandes nuevos avances para aumentar la productividad de las formaciones cerradas."
De acuerdo a Western Gas Resources Inc., el pico en Norteamérica ocurrió en 2001.[cita requerida]. En 2005 el CEO de Exxon, Lee Raymond, dijo a Reuters que "la producción de gas llegó al pico en Norteamérica." El artículo de Reuters continúa diciendo "Si bien el número de torres de perforación de gas natural de EE.UU. han subido un 20 por ciento en el último año y los precios están en niveles récord, los productores han estado luchando para elevar la producción." La producción norteamericana de gas natural alcanzó su máximo efecto en el año 2001 en 27,5 TCF por año, y disminuyó a 26,1 TCF en 2005, pero luego volvió a subir en 2006 y 2007 a un nuevo nivel de 27,9 TCF en 2007
En diciembre de 2009 la Administración de Información Energética (EIA) de EUA previó que la producción comercializada de gas alcanzó un primer pico de 20,60 TCF en 2009, sufrirá una disminución de 18.90 TCF en 2013, y luego subirá de nuevo a 23.27 TCF en 2035, el último año de su proyección, con una tasa media anual de aumento de 0,47% por año durante 2009-2035. En su Perspectiva anual de Energía 2010, publicado en mayo de 2010, la EIA prevé un crecimiento del 20,6 TCF en 2008 (la misma cantidad en 2009) a 23,3 billones de pies cúbicos en 2035 en el caso de referencia, con estimaciones alternativas que van de 17,4 a 25,9 TCF en el 2035. Estas representan las producciones de las tasas medias de crecimiento anual entre el -0,63% (disminución neta) y 0,85% en los casos alternativos, y 0,46% en el caso de referencia.

### Crisis del gas natural en Norteamérica

Precios del gas natural en Henry Hub en dólares americanos por millón de BTUs ($/mmbtu) para 2000-2010.

La crisis del gas natural suele ser descrita por el aumento del precio del gas natural en América del Norte durante los últimos años, debido a la disminución de la oferta nativa y el aumento de la  demanda para la generación de electricidad. La oferta nativa en los EE. UU. se redujo de 20.570.295 MMcf en 2001 a 18.950.734 MMcf en 2005, antes de aumentar nuevamente en 2006 y 2007.
El expresidente de la Reserva Federal, Alan Greenspan, ha sugerido que la solución a la crisis del gas natural es la importación de  GNL. Esto crea problemas difíciles y requieren de infraestructura de elevado gasto de capital. Las terminales de GNL requieren mucho espacio,—puertos, así como estar protegidos de vientos y olas.Normalmente, para lograr etar "bien protegido" de las aguas, los lugares adecuados del puerto están bien arriba en ríos o estuarios, que son zonas con poca probabilidad de dragar lo suficientemente profundo. Puesto que estos buques de gran tamaño deben moverse lenta y pesadamente en aguas restringidas, los tiempos de tránsito desde y hacia la terminal son costosos, ya que se necesitan múltiples remolcadores de seguridad.

#### Estimados de la reserva total de gas
El Comité de gas potencial, un grupo sin fines de lucro en la Colorado School of Mines, que estimó los recursos de gas natural de EE. UU. en 1.525 billones de pies cúbicos en 2007 (86 veces el consumo anual actual) y en 2009 elevaron su estimación de nuevo para 2247 billones de pies cúbicos en 2009 (casi 100 veces el consumo anual actual). El gran aumento respecto a las estimaciones de años anteriores se atribuyó a un aumento en la perforación de gas natural y la exploración impulsado por un aumento de los precios y la nueva tecnología que permite la producción de formaciones alguna vez no rentables, como esquisto y los filones de carbón.